# Шрубченко, Вячеслав Семёнович
Вячесла́в Семёнович Шру́бченко (7 сентября 1939, Чапельное, Волоконовский район, Белгородская область, РСФСР, СССР ― 7 июля 2012, Йошкар-Ола, Марий Эл, Россия) ― советский и российский артист. Солист хора ансамбля песни и танца Марийской государственной филармонии имени Я. Эшпая (1969―1981), солист-вокалист Государственной хоровой капеллы имени А. Искандарова (1981―2009). Народный артист Республики Марий Эл (1999). 

## Биография
Родился 7 сентября 1939 года в селе Чапельное ныне Волоконовского района Белгородской области. 
В 1963 году окончил Сыктывкарское музыкальное училище.
В 1963―1969 годах ― артист хора в Сыктывкаре и Челябинске.
В 1969―1981 годах ― солист хора ансамбля песни и танца Марийской государственной филармонии имени Я. Эшпая.
В 1981―2009 годах ― солист-вокалист Государственной хоровой капеллы имени А. Искандарова. Здесь исполнял песни как на русском, так и на марийском языке. 
В 1975 году ему присвоено звание «Заслуженный артист Марийской АССР», а в 1999 году ― почётное звание «Народный артист Республики Марий Эл».
Скончался 7 июля 2012 года в г. Йошкар-Оле.

## Признание
- Народный артист Республики Марий Эл (1999)[1]
- Заслуженный артист Марийской АССР (1975)[1]